# Esther Makken
Esther Makken (Middelstum, 21 december 2003) is een voetbalspeelster uit Nederland. Ze speelde van 2021 tot 2023 als aanvaller voor sc Heerenveen in de Vrouwen Eredivisie.

## Carrière
Esther Makken werd geboren in Middelstum en begon met voetballen bij de lokale amateurclub VV Winsum. In 2018 maakt ze de overstap naar sc Heerenveen. Vanaf 2018 tot 2021 kwam Makken uit voor Jong sc Heerenveen. In het seizoen 2021/22 mocht ze aansluiten bij de eerste selectie van sc Heerenveen.
Op 5 november 2021 maakte Makken haar debuut voor sc Heerenveen in de Vrouwen Eredivisie in een thuiswedstrijd tegen ADO Den Haag door in de 74ste minuut in te vallen voor Nina Nijstad. Vervolgens kwam Makken dat seizoen nog vijf keer in actie. In een uitwedstrijd tegen PSV had ze haar eerste basisplaats.
In het seizoen 2022/23 maakte Makken opnieuw deel uit van het eerste elftal van sc Heerenveen. Ze kwam tot zestien wedstrijden waarin ze één assist gaf in een met 4-0 gewonnen uitwedstrijd tegen Telstar.
Voorafgaande aan het seizoen 2023/24 maakte Makken de overstap naar de amateurs van ACV uit Assen.

## Statistieken
| Seizoen | Club          | Competitie | Competitie | Competitie | Beker | Beker | Overig | Overig | Totaal | Totaal |
| Seizoen | Club          | Competitie | Wed.       | Dlp.       | Wed.  | Dlp.  | Wed.   | Dlp.   | Wed.   | Dlp.   |
| ------- | ------------- | ---------- | ---------- | ---------- | ----- | ----- | ------ | ------ | ------ | ------ |
| 2021/22 | sc Heerenveen | Eredivisie | 6          | 0          | 0     | 0     | 0      | 0      | 6      | 0      |
| 2022/23 | sc Heerenveen | Eredivisie | 16         | 0          | 1     | 0     | 0      | 0      | 17     | 0      |
| Totaal  | Totaal        | Totaal     | 22         | 0          | 1     | 0     | 0      | 0      | 23     | 0      |

Bijgewerkt t/m 14 februari 2024.